# Woodlands (Hampshire)
Pour les articles homonymes, voir Woodlands.
Woodlands est un village du parc national New Forest dans le comté du  Hampshire, en Angleterre. Le village se trouve 6 milles (9,7 km) à l'ouest de Southampton et 2,75 milles (4,4 km) au nord-est de  Lyndhurst. La localité fait partie de la paroisse civile de Netley Marsh.

## Histoire
Avant le XXe siècle, Woodlands est un village peu peuplé.
Deux bâtiments historiques sont connus sous le nom de Goldenhayes et Woodlands Lodge Hotel. Ce dernier était un pavillon de chasse datant de 1770 environ. Il a été transformé en hôtel dans les années 1950. Woodlands possédait un pub au début du XXe siècle, connu sous le nom de Royal Oak ; il est maintenant connu sous le nom de Gamekeeper.
Le village a connu une certaine croissance après l'arrivée de Sir Richard Leys, qui a été un employeur important dans les années 1920. Sir Richard possédait la Woodlands House construite en 1905.
Beaucoup des autres maisons de l'époque édouardienne de Woodlands lui appartenaient -  son cocher vivait dans la maison de Lampits, ses écuries se tenaient dans une maison située dans le double virage près de Busketts Lawn. 
Beaucoup de maisons ont été réoccupées dans les années 1920 et 1930, et surtout après la Seconde Guerre mondiale, le long de l'extrémité nord de Woodlands Road.

## Caractéristiques
Les terres boisées, situées à l'intérieur de la limite de la New Forest, sont principalement constituées d'enceintes forestières. La plus proche, Woodlands enclosure, dispose de nombreux itinéraires de randonnée pédestre, certains permettant de marcher presque jusqu'à la ville la plus proche, Lyndhurst. Les lieux sont utilisés par un grand nombre de personnes, les promeneurs de chiens et les cavaliers.
Woodlands dispose également de plusieurs B & B et hôtels, le trois étoiles Woodland Lodge Hotel et l'Hôtel Terravina, classé 3 étoiles également. 
Situé près de la célèbre ville de Lyndhurst, le village est un endroit privilégié pour les touristes souhaitant trouver un lieu tranquille au cœur de la New Forest.